# Beyond Fear
Beyond Fear ist eine US-amerikanische Heavy-Metal-Band, die 2005 von Tim „Ripper“ Owens, dem ehemaligen Sänger von Judas Priest und Iced Earth, gegründet wurde. Auf ihrem ersten, selbstbetitelten Album spielt die Band klassischen Heavy Metal mit Speed- und Power-Metal-Einflüssen. Es wurde von der Plattenfirma SPV im Jahr 2006 veröffentlicht.

## Diskografie
- 2005: Beyond Fear (Demo, Eigenveröffentlichung)
- 2006: Beyond Fear (SPV)